# Футтерер, Вернер
Вернер Фюттерер (нем. Werner Fuetterer; 10 января 1907, Барт, Мекленбург-Передняя Померания, Германия — 7 февраля 1991, Бенидорм, Валенсия, Испания) — немецкий актёр. За время своей актёрской карьеры снялся почти в 100 фильмах.

## Биография
Вернер Фюттерер родился 10 января 1907 года в Барти, Мекленбург-Передняя Померания в Германии. Вырос в Гватемале (Южная Америка), где его отец руководил Асьендой. По завершении Первой мировой войны, в 1919 году семья Фюттереров вернулась в Германию и поселилась в Любеке. Осенью 1924 года Вернер был принят в берлинскую театральную школу. В конце того же года он преждевременно завершил обучение через предложение из Швеции сняться в фильме «Корабль-призрак».
Очень быстро Вернер Фюттерер стал одним из самых востребованных актёров немецкого кино 1920—1930-х годов. Его выдающейся ролью этого периода стала роль Архангела Михаила в фильме Фридриха Вильгельма Мурнау «Фауст, немецкая народная легенда» (1926), экранизации пьесы Иоганна Вольфганга Гёте. Однако, в дальнейшем, актёр снимался преимущественно в ролях второго плана. Одновременно с работой в кино Фюттерер играл в театре и совершил с 1937 по 1939 год турне по США.
После Второй мировой войны Вернер Фюттерер продолжил свою актёрскую карьеру и служил в течение многих лет председателем ныне несуществующей Ассоциации немецких киноактеров. С 1957 года он жил в Испании и руководил собственным кемпингом и комплексом бунгало.
Умер 7 февраля 1991 года в Бенидорме, Испания.